# Gnaeus Cornelius Blasio (Prokonsul)
Gnaeus Cornelius Blasio war ein römischer Senator und Politiker. Er gehörte der bedeutenden Familie der Cornelier an.
Von 199 bis 196 v. Chr. war Blasio Prokonsul im diesseitigen Spanien. Er war mit besonderen Vollmachten (imperium extra ordinem) ausgestattet. Für seine dortigen Erfolge wurde er mit einer Ovatio geehrt. 194 v. Chr. wurde er Prätor der Provinz Sicilia. 196 v. Chr. war er als Gesandter in diplomatischer Mission unterwegs.